# Oxycera stigmosa
Oxycera stigmosa är en tvåvingeart som först beskrevs av Kertesz 1916.  Oxycera stigmosa ingår i släktet Oxycera och familjen vapenflugor. Inga underarter finns listade i Catalogue of Life.